# Mittlerer Wegerich
Der Mittlere Wegerich (Plantago media) ist eine Pflanzenart aus der Gattung der Wegeriche (Plantago).

## Beschreibung

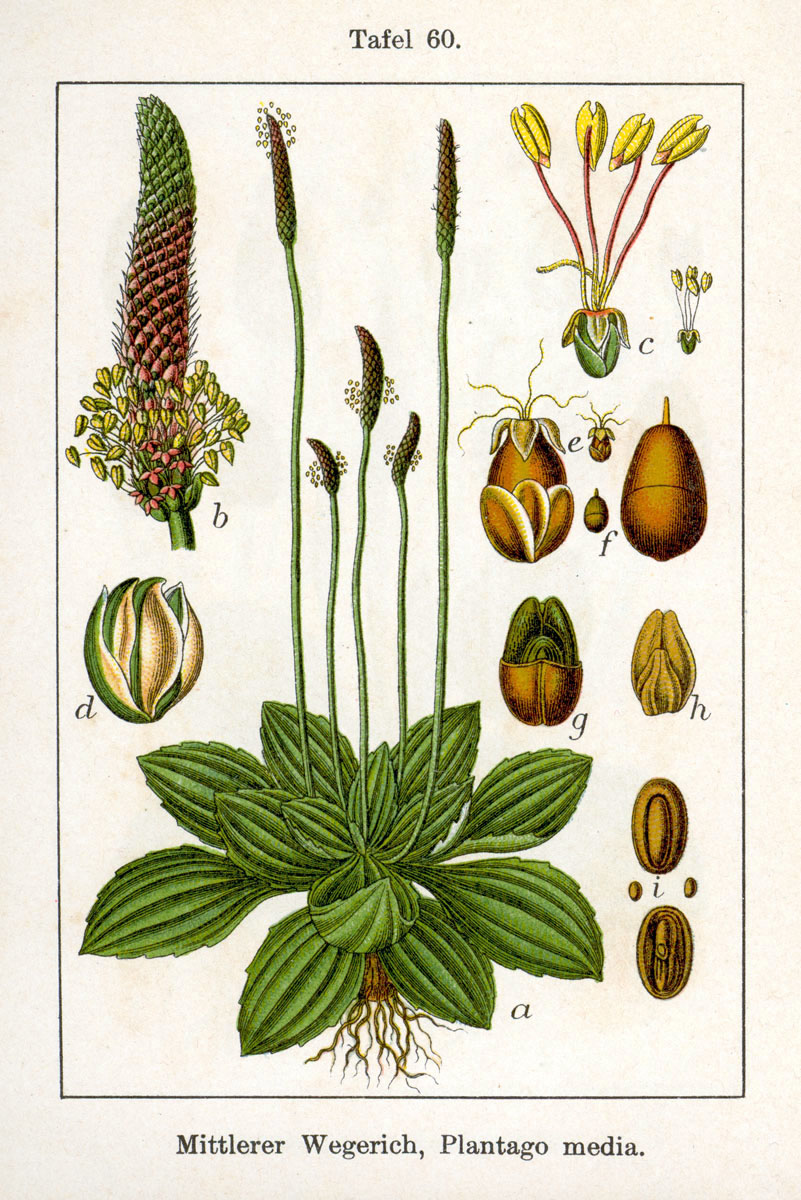
Illustration von Jacob Sturm

### Vegetative Merkmale
Der Mittlere Wegerich ist eine mehrjährige krautige Pflanze, die Wuchshöhen von 15 bis 50 Zentimetern erreicht. Die Laubblätter sind in einer grundständigen, meist dicht am Boden anliegenden Rosette angeordnet. Die locker, kurz weißlich behaarten Blattspreiten sind 9 bis 17 Zentimeter lang, elliptisch bis breit-eiförmig und verschmälern sich in den kurzen (1 bis 4 Zentimeter lang) breiten Blattstiel. Die Blattspitze ist dreieckig gerundet oder keilig verschmälert. Der Blattrand ist ganzrandig bis unregelmäßig buchtig gezähnelt. 

### Generative Merkmale
Die Blütezeit reicht von Mai bis September. Die Blüten sind in einem 2 bis 6 Zentimeter langen, sich bis zur Fruchtreife aufs doppelte streckenden, walzenförmigen ährigen Blütenstand angeordnet auf einem blattlosen Stängel. Die Blüten sind klein. Die weißliche Krone ist 4 Millimeter lang. Die lilafarbenen Staubfäden sind  vier- bis fünfmal so lang wie die Krone. Die Staubbeutel sind blasslila bis weiß gefärbt.
Die Chromosomenzahl beträgt 2n = 24 oder 12.

## Ökologie
Die Blüten sind vorweiblich, verschiedengrifflig, wohlriechend und  insektenblütig vom Pinselblumentyp. Die Schauwirkung wird von den auffälligen violetten Staubfäden erzeugt. Als Bestäuber fungieren Pollensucher  wie Honigbienen, Schwebfliegen oder Käfer. Der Pollen ist glatt und trocken. Es kommt auch Kleistogamie und Windblütigkeit vor. Die Blütezeit reicht von Mai bis September.
Vegetative Vermehrung erfolgt durch Wurzelsprosse.

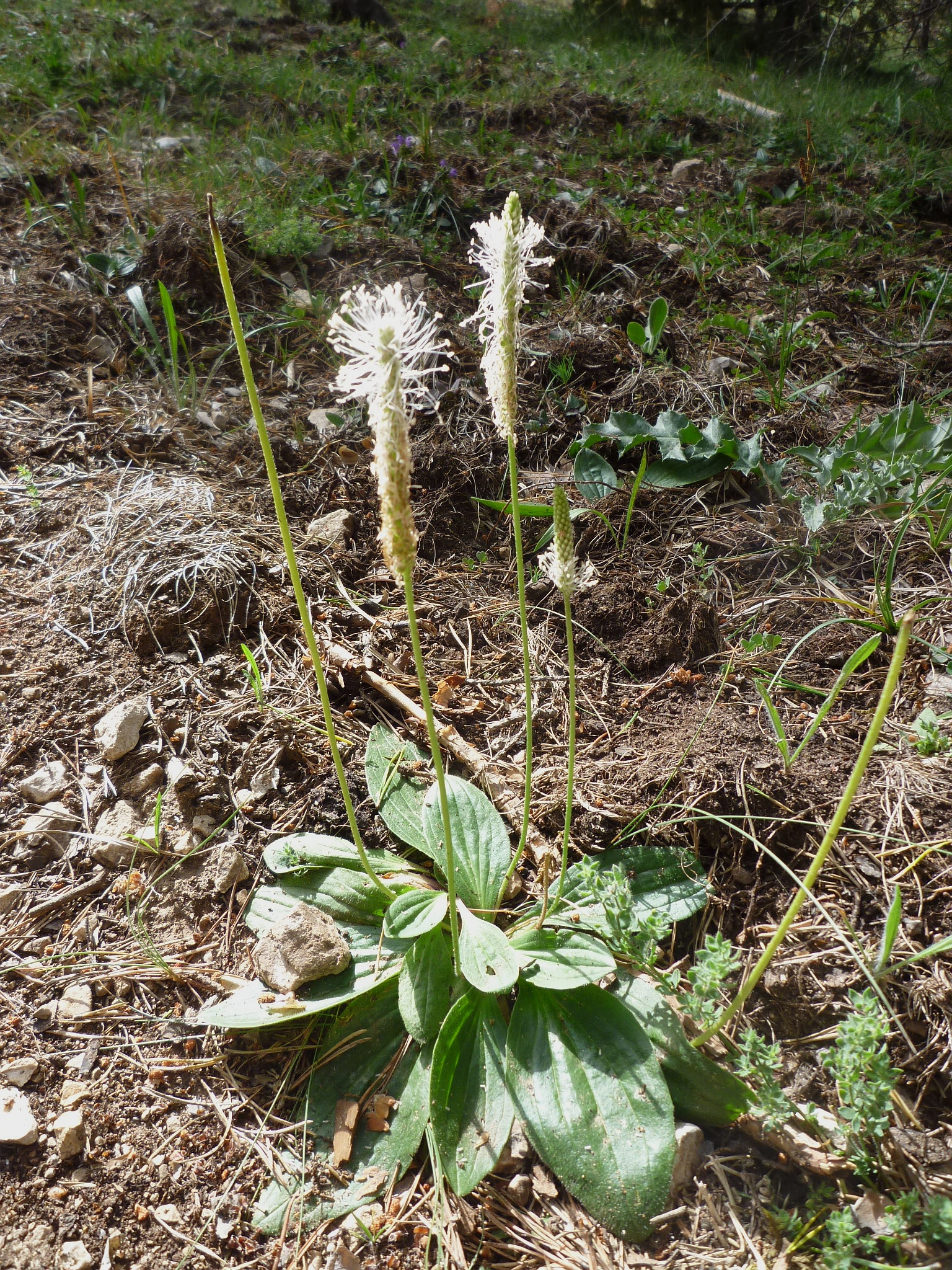
Mittlerer Wegerich (Plantago media)

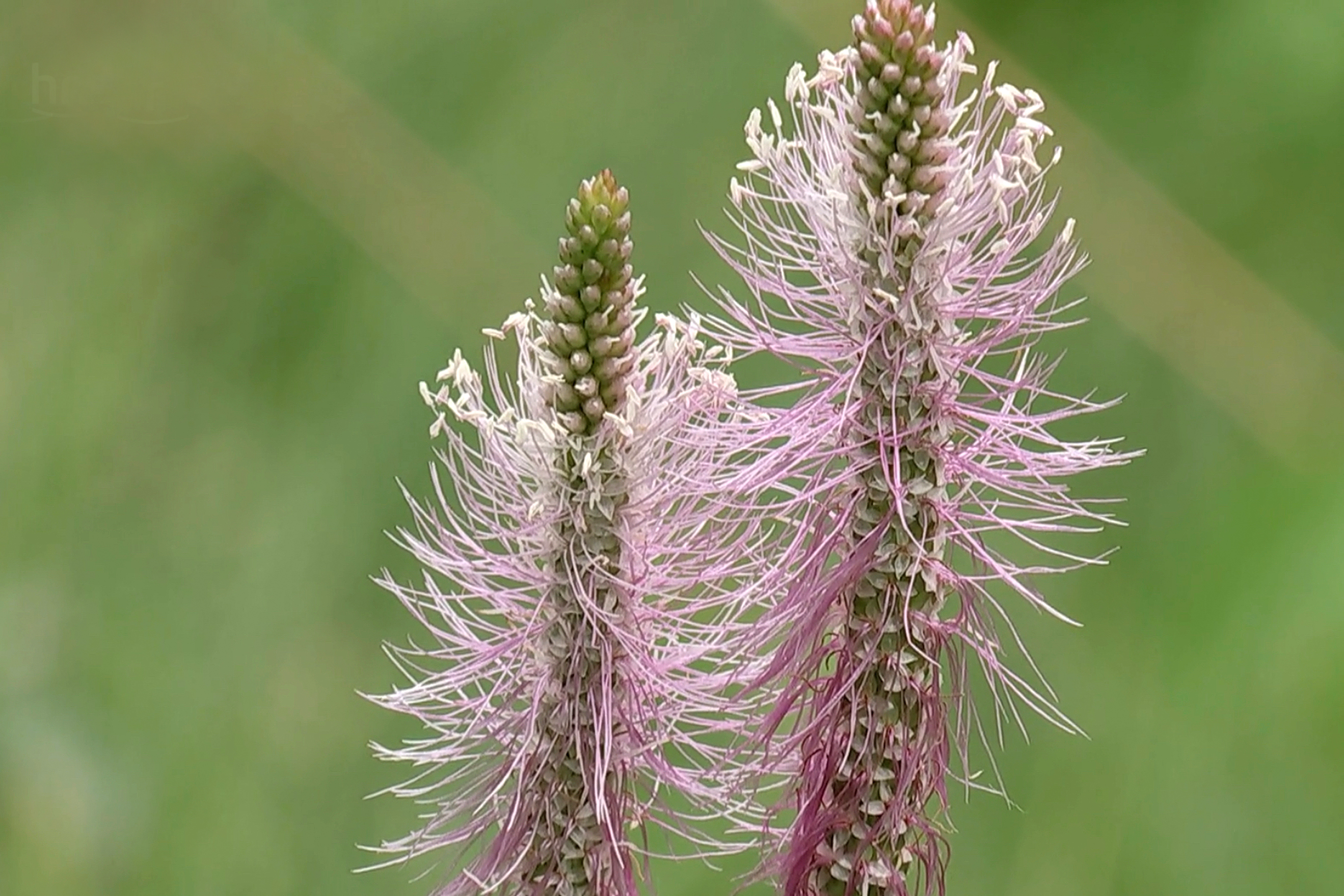
Blütenstände

## Vorkommen
Der Mittlere Wegerich, zuweilen (wie der Breitwegerich) nur Wegerich, aber (ebenfalls wie der Breitwegerich) auch Plantago major genannt, kommt auf Magerwiesen, Halbtrockenrasen und an Wegrändern, bevorzugt auf trockenen, kalkhaltigen Böden, bis in Höhenlagen von 1800 Meter vor. Er kommt in Gesellschaften der Verbände Cynosurion, Arrhenatherion, Mesobromion, Cirsio-Brachypodion oder Violion vor.
Er ist fast in ganz Europa  und in den gemäßigten Zonen Asiens heimisch. In Norddeutschland kommt er selten bis zerstreut vor, im restlichen Deutschland ist er verbreitet, aber nur lokal häufig. In den Allgäuer Alpen steigt er im Tiroler Teil auf der Karalpe am Strahlkopf bis zu 1800 m Meereshöhe auf.

## Systematik
Man kann folgende Unterarten unterscheiden:
- Plantago media L. subsp. media
- Plantago media subsp. brutia (Ten.) Arcang. (Syn.: Plantago brutia Ten.): Sie kommt in Italien vor.[6]
- Plantago media subsp. longifolia (G. Mey.) Witte: Sie kommt in Tschechien vor.[6]
- Plantago media subsp. pindica (Hausskn.) Greuter & Burdet: Sie kommt in Kroatien, Albanien und Griechenland vor.[6]